# Навигационный акт
Навигационный акт (англ. Navigation Act) — закон, принятый по инициативе Кромвеля 9 (19) октября 1651 года; прекратил своё действие в 1849 году. Предоставлял английским кораблям исключительное право ввозить в Англию товары неевропейских стран и производить каботажное плавание; в 1660 году акт был распространён на вывоз из Англии в колонии; окончательно отменён в 1854 году. Способствовал развитию английской морской торговли в ту эпоху, когда торговля и флот Англии находились в зачаточном состоянии и требовали покровительственных мер. Привёл к череде англо-голландских войн XVII века.

## Причины издания и содержание Акта
Акт был издан, с одной стороны, в видах поощрения английского торгового флота, с другой стороны — для уничтожения первенства Голландии на море. Навигационный акт устанавливал, что товары из Азии, Африки и Америки могли ввозиться в Великобританию только на судах, которые принадлежат подданным Британии, а их экипаж должен состоять по крайней мере на 3/4 из британских подданных; из Европы товары могли ввозиться на британских судах или на судах той страны, в которой произведены товары или в гаванях которой они впервые могли быть нагружены на корабль. Ввоз соленой рыбы в Англию и колонии разрешался только в том случае, если она поймана на британских судах. Наконец, каботажное плавание предоставлялось исключительно английским судам.
Этот закон настолько подрывал голландскую посредническую морскую торговлю, что привел к Первой англо-голландской войне (1652—1654). Вскоре после издания Навигационного акта действие его было приостановлено вследствие войны с Испанией, но уже в 1660 году (при Карле II) он был возобновлён с существенными дополнениями, касавшимися главным образом торговли с колониями. Было установлено, что все товары из колоний должны сначала идти в английские гавани; в колонии товары могут быть перевозимы только на британских судах; товары из России и особо поименованные товары из Европы (англ. enumerated articles), как дрова, соль, табак, поташ, оливковое масло, лён, хлеб, сахар, вино, уксус и др., могут быть ввозимы только в Англию и только на английских судах.

## Значение для Великобритании
Оценка, которая давалась Навигационному акту экономистами, весьма различна. Сторонники свободной торговли считали его тормозом экономического развития Англии; другие признавали его не лишённым значения как в экономическом, так и политическом отношении; протекционисты, впадая в противоположную сторонникам свободной торговли крайность, приписывали все успехи английской морской торговли Навигационному акту. А. Смит хотя и считал Навигационный акт неблагоприятным для внешней торговли, однако называл его мудрейшим правительственным актом ввиду его политического значения. В конце концов Навигационный акт несомненно способствовал развитию английской морской торговли в ту эпоху, когда торговля и флот Англии находились в зачаточном состоянии и требовали покровительственных мер. С достижением первенства в торговле и промышленности Англия перестала нуждаться в таких мерах.

## Практическое воплощение
Следить за соблюдением Навигационного акта полагалось командирам военных судов, находящихся в портах или в море: они имели право досмотра всех иностранных судов, вызывающих у них подозрения в ведении контрабандной торговли. Текст Навигационного акта включался в Адмиралтейский статут и был всегда под рукой у досматривающих подозреваемые суда капитанов.

## Отмена
Первые шаги к отмене Навигационного акта были сделаны после объявления независимости североамериканских колоний, когда в пользу Соединённых Штатов были допущены некоторые отступления от Навигационного акта. Постепенно с начала XIX века льготы в морских сношениях приобретаются Пруссией, Россией, Испанией, Нидерландами. Влияние либерального экономического направления выразилось в 1840-х годах в назначении парламентской комиссии для исследования навигационных законов (1847). Навигационный акт был отменён в 1849 году, за исключением статьи о каботаже; последняя отменена в 1854 году, и вместе с ней последний остаток Навигационного акта исчез из английского законодательства.